# Ríma
Rima (ríma), plural rimor (rímur), är en isländsk episk diktart som uppstod vid 1300-talets början. Rimorna är ofta långdragna berättelser på vers indelade i flera sånger ("kapitel") med växlande strofformer. Varje sådan sång kallas ríma, medan diktcykeln som helhet betecknas rímur. En rimastrof kan vara på två, tre eller fyra rader och har slutrim.

## Historia
Det är möjligt att den förste rimadiktaren hette Einar Gilsson; hans Ólafs ríma Haraldssonar är i varje fall den rima som återfinns i den äldsta handskriften (Flateyjarbók). En orsak till den nya diktartens framväxt var att den traditionella skaldediktningen hade förlorat status. Det var inte längre möjligt för unga islänningar att göra karriär som skalder vid de nordiska furstehoven. Kulturella, men även språkliga, förändringar hade lagt alltför stora hinder i vägen. Jon Egilsson, som år 1299 besjöng Erik prästhatare, sägs ha varit den siste isländske hovskalden i Norge. Redan hundra år tidigare hade dock Einar Skulason, som diktat en drapa till kung Svend Grate i Danmark, blivit utan skaldelön. Den litterära smaken hade ändrats; förmodligen begrep kungen inte ens drapans innehåll. I Sverige upphörde den isländska hirdskaldstraditionen med Olav vitaskalds och Sturla Tordssons hyllningar till Erik den läspe och halte samt Birger jarl.
Samtidigt med skaldediktningens nedgång kom nya litterära impulser till Island från kontinenten, ofta via skandinavisk förmedling. Riman anses ha utvecklats ur den fyrradiga balladstrofen, ombildad efter islänningarnas traditionellt strängare verstekniska krav. Från skaldepoesin har riman sålunda behållit många särdrag, till exempel stavrim, heiti och kenningar, samt en hårdare reglering av antalet obetonade stavelser.
Så småningom började rimorna också förses med en kort lyrisk inledning, en så kallad mansöngr (kärleksdikt), som oftast bestod i en vemodig klagan över olycklig kärlek. Behovet av mansöngr tycks ha uppstått därför att rimorna ofta diktades till en kvinna; för att roa henne eller vinna hennes hjärta. Många rimor är också tillägnade kvinnor, men den utvaldas namn är dolt i texten, vilket troligen kan förklaras med det gamla förbudet mot att i en öppet spridd kärleksdikt utpeka en namngiven käresta. 
Rimorna framfördes ursprungligen till dans och har liksom balladerna haft en melodi. Men även efter det att de upphört att vara dansvisor har de kvädits i särskilda tonarter (rímnalög). Också på Färöarna har man brukat dansa efter liknande tonsatta dikter (ruimur).

## Versmått
Rimornas versmått (rímnahættir) kan indelas i tre huvudgrupper: ferskeytt (där varje strof har fyra rader), braghenda (med treradiga strofer) och afhending (med två strofrader). Dessa grupper kan sedan indelas i undergrupper beroende på radlängd, inrim och slutrim. Det äldsta och vanligaste versmåttet är ferskeytt med allitteration mellan första och andra samt tredje och fjärde raderna, och slutrim mellan raderna ett och tre samt två och fyra. Så småningom började dock diktarna sätta en ära i att låta varje rima få en egen metrisk variant. Resultatet har blivit att antalet rímnahættir är närmast oöverskådligt.

## Ämnesval
Rimorna rör sig med de mest skiftande ämnen, men är sällan originella. I de flesta fall har diktaren valt att utgå från en redan existerande prosaberättelse, en saga eller þáttr, som sedan satts på vers. 
Framför allt är det fornaldarsagorna som tjänat som inspirationskällor. Som exempel kan nämnas Friðþjófs rímur (Fritjof den djärves saga), Bjarkarímur (Rolf krakes saga) och Sörla rímur (Sörla þáttr). Av speciellt intresse är rimacykeln Völsungsrímur, som bygger på åtta kapitel i Völsungasagan. Som källa har diktaren använt en äldre version av sagan än som nu finns bevarad, och återger därför intrigen i en ursprungligare form.
Också de exotiska riddarromanerna har varit väl använda källor. Flera rimor återberättar teman från kungarna Arturs och Karl den stores hov, till exempel Skikkjurímur, Geiplar, Landrésrímur och Geirarðsrímur.
Mindre vanligt är det att diktarna har låtit sig inspireras av kungasagorna eller de långa släktsagorna, även om sådana rimor finns, till exempel Ólafs rímur Tryggvasonar och Grettis rímur, som hämtat stoff från Grettes saga.
Några av de äldsta rimorna berör fornnordisk mytologi. Det gäller Þrymlur, som med flera tillägg bygger på eddadikten Þrymskviða, och Lokrur, som beskriver Tors färd till Utgårda-Loke. Till de mytologiska rimorna kan kanske också räknas Skíðaríma, även om den är en parodi på gamla hjältekväden.
Som kuriositet kan nämnas att det finns inte mindre än fem Ambalés rímur av lika många författare. Här behandlas samma sagostoff som ligger till grund för Shakespeares Hamlet.

## Kontinuitet
Ungefär 115 rimacykler är kända från tiden före år 1600, och från tiden därefter drygt 900 av omkring 330 namngivna författare.  Endast en bråkdel av detta material har utgivits.
Rimornas litterära värde har ofta ringaktats, men de har icke desto mindre, genom sin djupa folkliga förankring, bidragit till att hålla den gamla isländska formtraditionen vid liv. Peter Hallberg skriver om detta: Med sina strikta metriska krav, sina heiti och kenningar – de sistnämnda visserligen oftast enklare än dróttkvættpoesins – har de utgjort en skola för skalderna och hållit förbindelsen med den äldsta inhemska diktningen levande.
Ännu i dag är rimadiktning en i hög grad levande genre, även om den föll i tillfälligt vanrykte efter "nationalskalden" Jónas Hallgrímssons nedgörande kritik i Fjölnir av Sigurður Breiðfjörðs Númarímur. Kända nutida rimaförfattare är Einar Benediktsson, Steinn Steinarr, Örn Arnarson och Þórarinn Eldjárn. En av vår tids mest omtalade rimadiktare var allsherjargoden Sveinbjörn Beinteinsson.
Islands för närvarande mest framstående rimakvädare är Steindór Andersen, som ofta samarbetat med musikern Hilmar Örn Hilmarsson (också han allsherjargode) och postrockbandet Sigur Rós.